# Świecie (województwo dolnośląskie)
Świecie (niem. Schwerta) – wieś w Polsce położona w województwie dolnośląskim, w powiecie lubańskim, w gminie Leśna. Historycznie miejscowość jest położona na terenie Górnych Łużyc. 

## Położenie
Miejscowość ta jest położona na Pogórzu Izerskim, oddalona o 3,5 km na południowy wschód od Leśnej. Świecie jest również oddalone 14 km od Świeradowa-Zdroju. 
Wieś Świecie leży w dolinie otoczona ze wszystkich stron lasem. Znajduje się na zróżnicowanym terenie, którego różnica wzniesień wynosi 133 m, położona jest od 275 do 418 m n.p.m.

## Podział administracyjny
W latach 1975–1998 miejscowość położona była w województwie jeleniogórskim.

## Historia
Pierwsza wzmianka o zamku określonym jako castrum Sweta została odnotowana w 1329 roku. Od wczesnego średniowiecza ważny punkt obrony tzw. Okręgu Kwisy. W latach 1937–1945 wieś nosiła nazwę Schwertburg.
W czasach międzywojennych we wsi było 295 budynków mieszkalnych. Podzielona była na 12 przysiółków. 14 stycznia 1937 roku nazwę wsi Schwerta zmieniono na Schwertburg. W okresie międzywojennym Świecie przeżywało największy swój rozwój, ten okres przerwała jednak II wojna światowa.
Wojna oszczędziła miejscowość, ani jeden dom nie został uszkodzony w czasie działań wojennych. Czas powojenny okazał się dla wsi tragiczny, gdyż wskutek rabunkowego zarządzania naczelnika gminy Leśna ok. 50% budynków zostało zniszczonych.
Przed wojną była to wieś letniskowo-uzdrowiskowa, do której przybywało bardzo wielu wczasowiczów. Znajdowało się tu:
- 9 zajazdów,
- 6 sklepów kolonialnych,
- 3 piekarnie,
- 2 rzeźnie,
- 1 młyn,
- 3 kuźnie,
- 1 browar,
- 2 stacje paliw,
- ogrodnik i wiele innych.

80% rodzin zajmowało się wynajmem pokoi gościnnych. 
Istniały we wsi dwa majątki ziemskie, jeden dolnego Świecia, do którego należał zamek, zabudowania i 125 ha ziemi – należał do E. Gitschofa, właściciela Zamku Czocha. 
Drugi majątek Świecia górnego i Meffersdorf o powierzchni 992 ha wraz z pałacem, parkiem i zabudowaniami gospodarczymi należał do księcia Maxa Hugo von Hohenloe z Oehringen, który gospodarzył wraz z braćmi – Hansem i Augustem.
W latach 60. pałac (dworek) został zburzony, a zabudowania i park doprowadzono do opłakanego stanu.
Przed wojną we wsi działało 6 związków:
- Związek Militarny - zał. w 1823 r.
- Związek Śpiewaków - zał. w 1851 r.
- Związek Rowerowy - zał. w 1904 r.
- Ochotnicza Straż Pożarna - zał. w 1924 r.
- Związek Młodzieży Wiejskiej - zał. w 1931 r.
- Orkiestra Dęta - Świecie

We wsi był kościół Ewangelicki pod wezwaniem “Świętego Mikołaja”. Był to kościół parafialny i obok znajdował się ceglany piętrowy budynek plebanii zbudowany w 1710 r. przez architekta mgra Gotfryda Lankischa. Nieopodal znajdowała się szkoła, jedna z najstarszych szkół społecznych powiatu lubańskiego z roku 1594, założona przez Antoniego von Üchritz. W roku 1712 wybudowano nowy piętrowy budynek szkolny na starych fundamentach, który przetrwał do czasów powojennych. W 1949 r. szkołę przeniesiono do budynku plebanii. Budynek starej szkoły spłonął na początku lat pięćdziesiątych. W latach 70. szkołę zlikwidowano – uczniowie od tamtej pory dojeżdżają do szkoły w Leśnej. Z biegiem lat budynek doprowadzono do ruiny.

## Zabytki

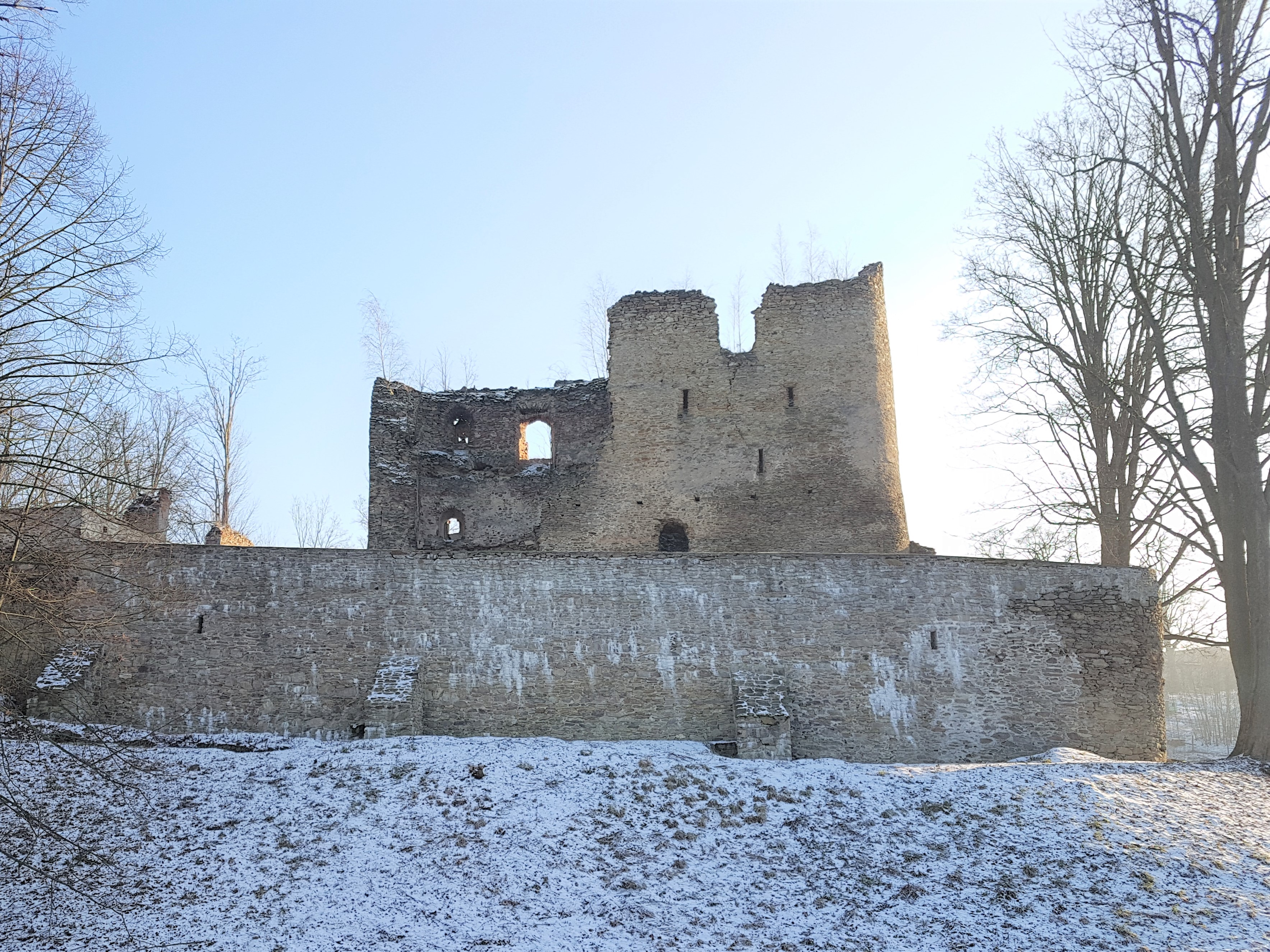
Zamek w Świeciu

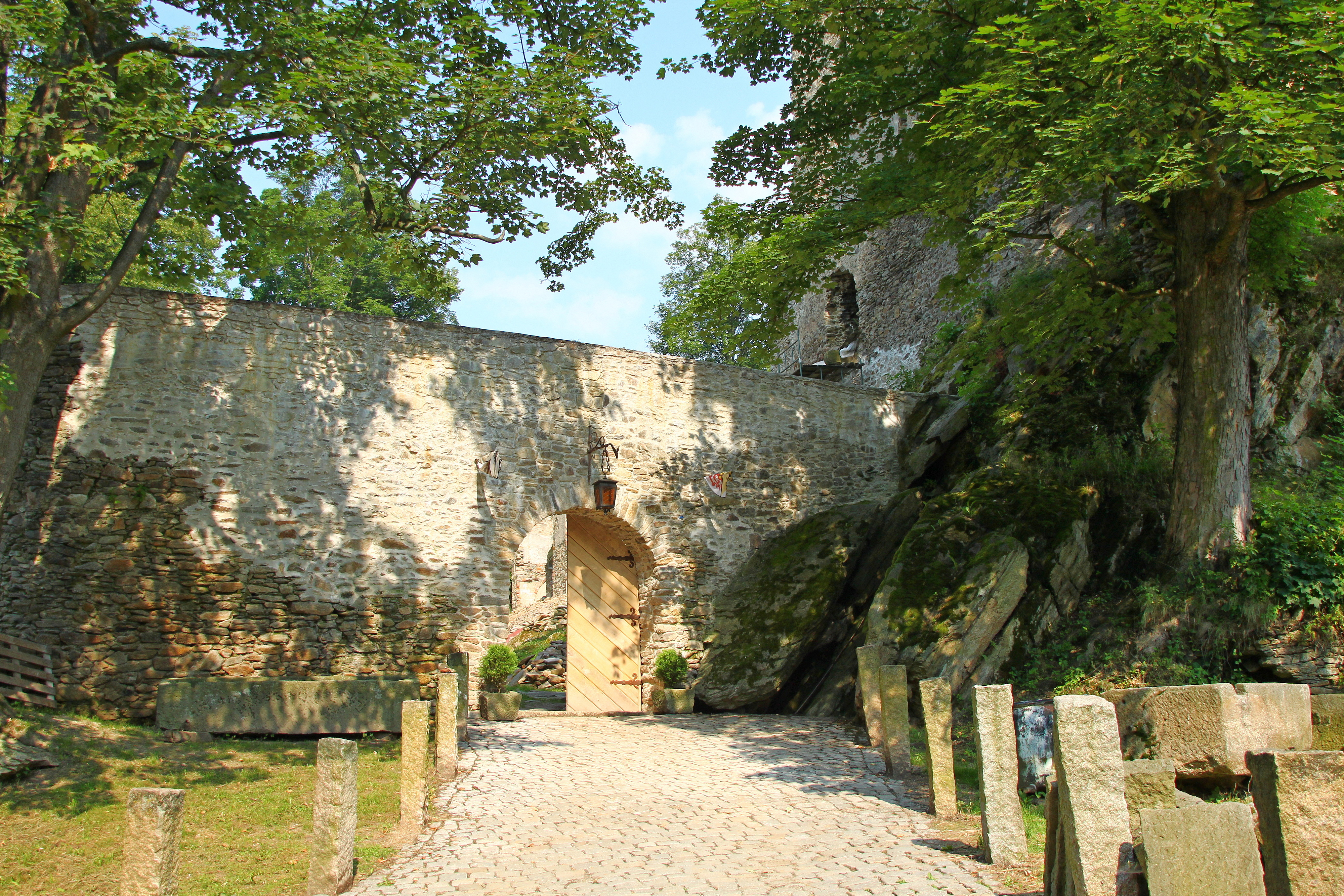
Brama wjazdowa na zamek

Do wojewódzkiego rejestru zabytków wpisane są obiekty:
- kościół filialny pw. Najświętszego Serca Pana Jezusa, z XVII w.; wymieniony jest po raz pierwszy w 1346 roku. W formie gotyckiej nie zachował się. Obecna budowla powstała po wojnie trzydziestoletniej (około połowy XVII wieku). Kościół posiada ciekawą absydę, na zewnątrz półkolistą, wewnątrz stanowiącą połowę oktogonu. Bardzo interesujący jest też strop złożony z 72 malowanych scen (początek XVIII wieku)
- cmentarz przykościelny
- zamek, z XIV/XVI w.; ruina książęcego zamku, położonego na gnejsowej skale w zakolu Bruśnika. Wybudowany jest z miejscowego kamienia gnejsowego,zapewne na początku XIV wieku przez Bernarda lub Henryka, księcia świdnicko-jaworskiego. Po raz pierwszy w znanych źródłach zamek wymieniony jest w 1329 roku (określony jako Sweta). Miał strzec pogranicznych ziem w Okręgu Kwisy. Jednakże przejęcie tych terenów przez króla Czech, spowodowało upadek jego militarnego znaczenia. Pewne partie muru obronnego pochodzą z okresu średniowiecza. Sam budynek zamkowy, zamieszkały jeszcze w XIX wieku, pochodzi z okresu późniejszego. Zamek przebudowany był w XVI wieku, po pożarze w 1527 roku[8]. Z tego okresu pochodzą mury obronne zamku.
 Ostatecznie opuszczony po wojnie trzydziestoletniej, spłonął w 1827  od tego czasu znajduje się w ruinie[9].